# Los Testigos
Los Testigos è un piccolo arcipelago del Venezuela che è parte delle Dipendenze Federali e si trova a 80 km a nord-est dell'isola di Margarita, al largo delle coste dello Stato di Sucre.
Pressoché disabitate e prive di strutture, queste isole hanno uno sfruttamento turistico legato all'escursionismo dalla vicina isola di Margarita o dall'arcipelago di Los Roques.
Il nome Los Testigos significa "I Testimoni".

## Geografia
L'arcipelago è formato da otto isole e isolotti per una superficie di 6,53 km². Le sei isole maggiori sono:
- Testigo Grande, l'isola maggiore, poco popolata, ospita un piccolo insediamento militare della Guardia Costiera
- Conejo, seconda per grandezza, immediatamente ad est di Testigo Grande
- Iguana (o Testigo Menor), terza per grandezza, posta a sud-est di Testigo Grande
- Morro Blanco, è l'isola più meridionale
- Rajada
- Isla Noroeste

A queste si aggiungono 2 isolotti:
- El Chivo, ad est di Iguana
- Peñón de Fuera